# (4699) Sootan
(4699) Sootan (1986 VE) – planetoida z pasa głównego asteroid okrążająca Słońce w ciągu 4,08 lat w średniej odległości 2,55 j.a. Odkryta 4 listopada 1986 roku.